# Trafiksignal

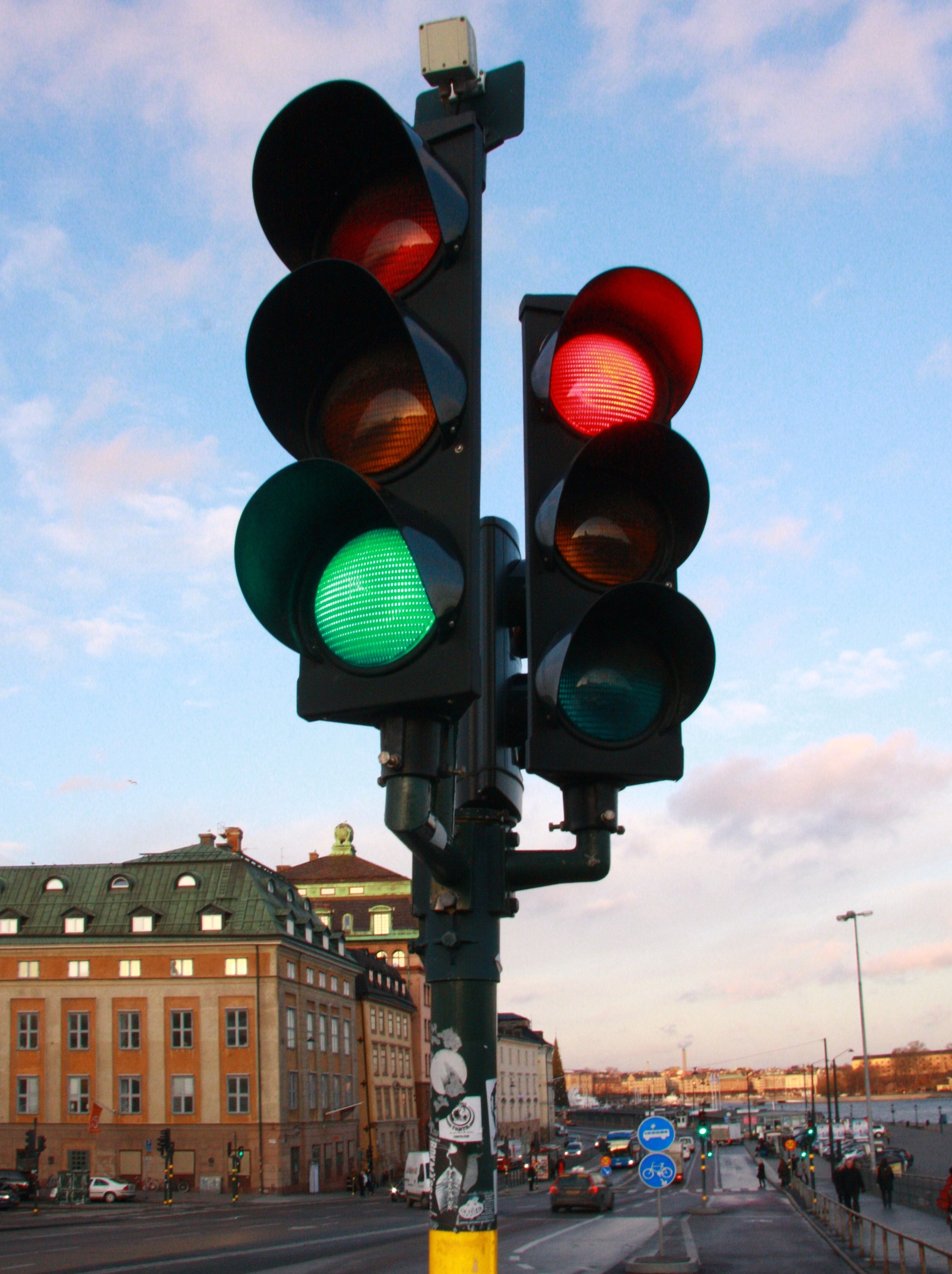
Dubbla trafiksignaler för två körfält som går ihop och fortsätter ned mot Skeppsbron i Stockholm.

En trafiksignal är en ljus- eller ljudsignal som reglerar trafik. Signalens olika lägen talar om för trafikanter hur de ska bete sig i trafiken. Trafiksignaler bidrar dels till säkrare fordonstrafik men dels också till skydd för gångtrafikanter.
Trafiksignaler i EU, EES och Schweiz följer en gemensam standard enligt den s.k. Genèvekonventionen från 1980, dock förekommer vissa lokala variationer i och med att konventionen ännu inte införts fullt ut i alla berörda länder. 

## Historia

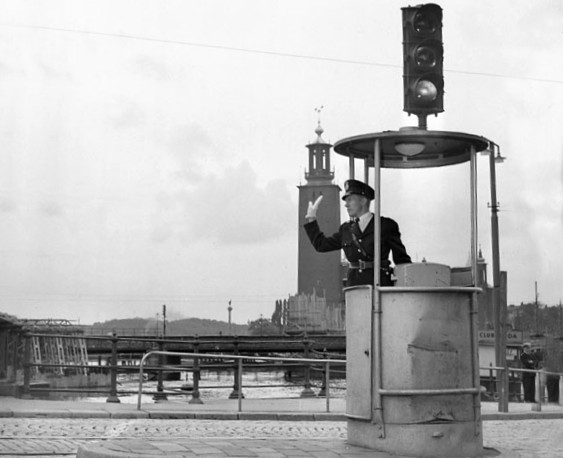
Trafikpolis i Stockholm, 1953

Det första trafikljuset, bestående av en gaslykta med rött glas och grönt glas åt två håll vardera roterad av en polisman, installerades den 10 december 1868 utanför Storbritanniens parlament i London. Någon månad senare då en explosion skedde i lyktan avbröts försöket, varefter det dröjde till 1917 innan trafiksignaler togs i bruk på allvar.
År 1912 satte den amerikanske polismannen Lester Wire i Salt Lake City upp det första röd-gröna elektriska trafikljuset i världen.
Den 5 augusti 1914 blev Cleveland i delstaten Ohio i USA den första orten i världen med elektriska trafikljus med rött och grönt samt varningssignal. Trafikljuset var placerat i gatukorsningen mellan Euclid Avenue och East 105th Street. De första trafikljusen med röd, grön och gul färg sattes också upp i USA, 1920 i New York och Detroit.
Englands första elektriska trafikljus sattes upp vid Piccadilly Circus i London den 3 augusti 1926 och i Wolverhampton utvecklades Storbritanniens första automatiska trafikljus på prov 1927.
De första trafiksignalerna i Sverige togs i drift i januari 1925 i Stockholm, när en anläggning i korsningen Vasagatan/Kungsgatan började reglera trafiken. Signalväxlingen styrdes av en polisman på platsen. Under många år fortsatte trafikregleringen i vissa korsningar enbart genom handtecken av en polisman. Ännu gäller polisens handtecken före trafiksignal.
Under senare år har trafiksignaler med glödlampor i stor utsträckning bytts ut mot signaler med lysdioder, som har längre livslängd, lägre strömförbrukning och bättre synbarhet.

## Standardsignaler
För fordonstrafik gäller normalt standardsignalerna. Dessa visas här nedan. Den signalväxling som visas nedan sker i fyra steg, vilket är det vanligaste förhållandet i Europa. I vissa länder finns istället signalväxling i tre steg. I dessa länder saknas steget röd-gult, och signalen går direkt från rött till grönt. Släckt trafikljus vid övergångsställe är att likställa med oreglerat övergångsställe och bilar ska lämna företräde till gående.
|  |  | Rött betyder alltid stopp. Att inte stanna vid rött ljus är ett brott mot Trafikförordningen och kan leda till återkallat körkort. |
|  |  | Rött och gult betyder att det är på väg att bli grönt och man ska göra sig beredd att köra. |
|  |  | Grönt betyder kör. Är det grönt ljus med en fylld cirkel, innebär det att det vid sväng kan förekomma mötande trafik och/eller korsande gång-/cykeltrafik som också har grönt ljus. Den svängande har i regel väjningsplikt i en sådan trafiksituation. Är det däremot en grön pil i trafiksignalen, betyder det dock (oftast) att all korsande trafik har rött ljus och måste stanna. Man ska dock vara uppmärksam på eventuella trafikanter som inte följer signalerna. Man har dock alltid väjningsplikt mot gående och cyklister/mopedister, om de gått/kört ut på övergångsstället/cykelöverfarten vid grönt ljus men inte hunnit över. |
|  |  | Gult betyder att det är på väg att bli rött. Är det gult ljus skall man som grundregel stanna, men om det inte är möjligt att stanna på ett säkert sätt på grund av för hög fart eller att det blir gult när man har kommit för långt, ska man dock fortsätta köra. Tidigare gällde i vissa länder, bland annat i Sverige och dåvarande Östtyskland, att en kombination av grönt och gult innebär en förvarning om att det strax ska växlas till rött. Detta ändrades till dagens system i enlighet med 1980 års Genève-överenskommelse. |
|  |  | Blinkande gult betyder att trafiksignalerna inte är i funktion. Detta innebär att trafikanterna måste vidta extra försiktighet. Trafikreglerna i korsningen är då samma som om trafiksignaler hade saknats helt. Om det finns ett vägmärke (Väjningsplikt eller Stopp) i korsningen så gäller detta. Saknas vägmärken helt gäller högerregeln, normala regler vid övergångsställen och cykelöverfarter samt skyldighet att lämna fri väg för spårvagn. |

## Cykelsignaler

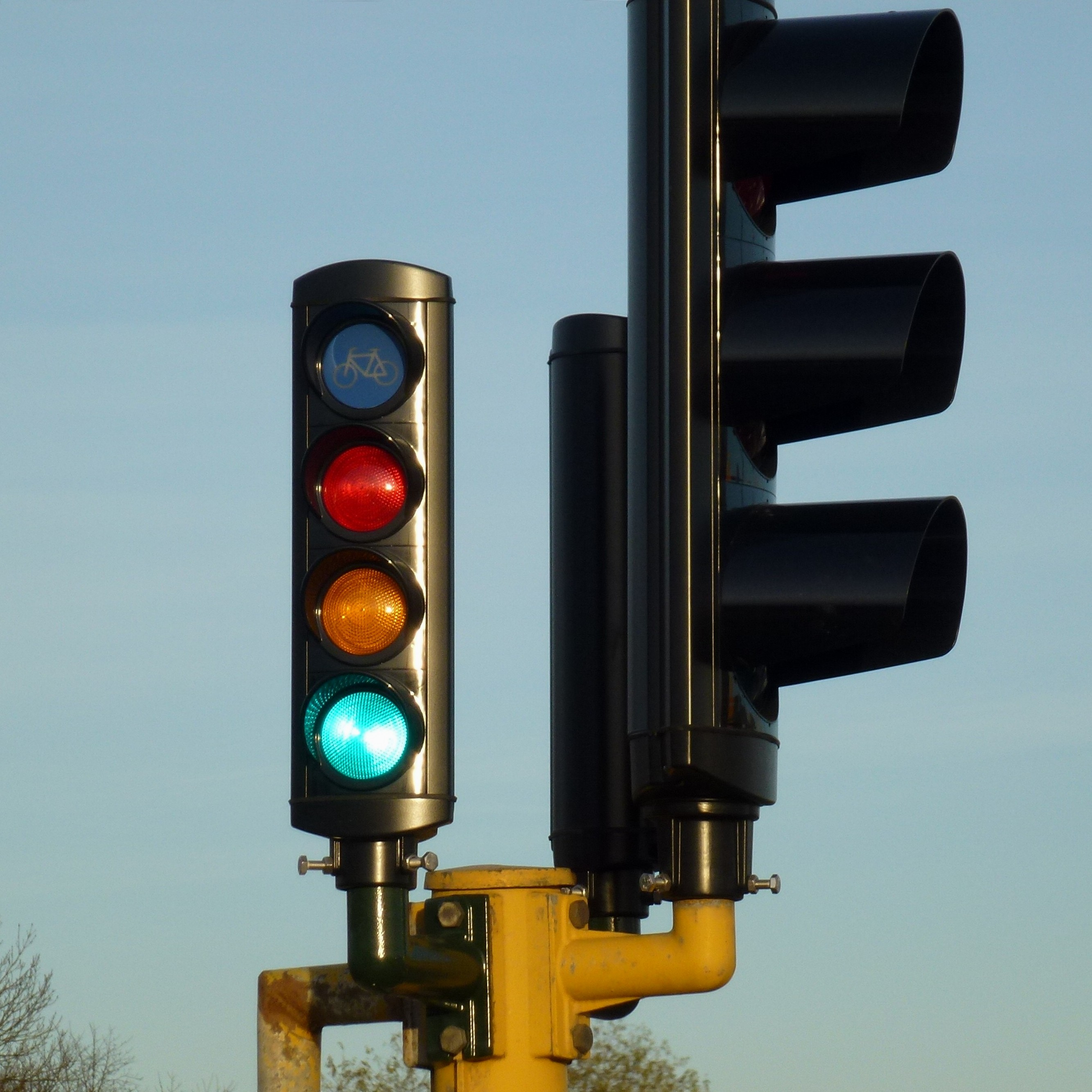
Cykelsignal, grönt betyder cykla.

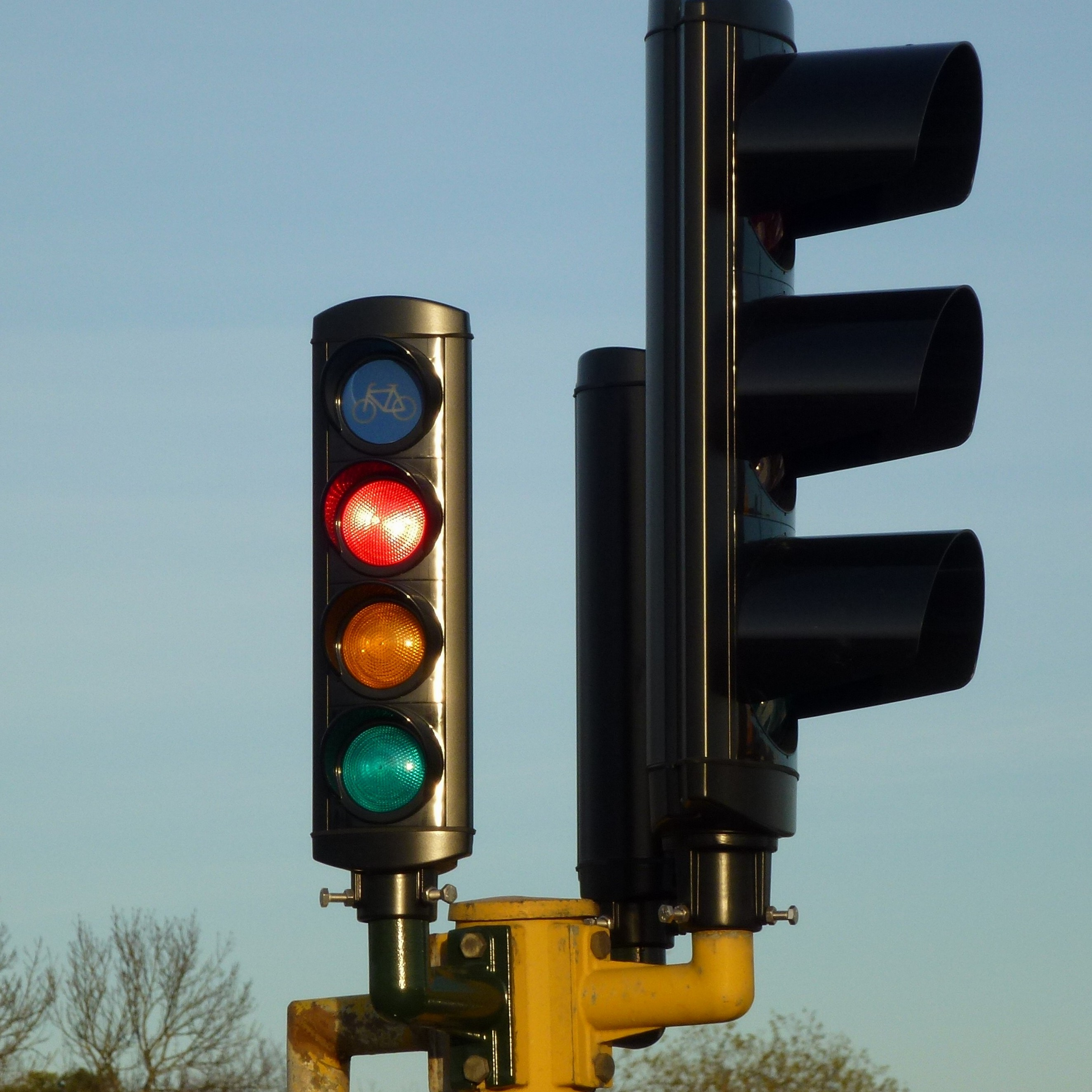
Cykelsignal, rött betyder stopp.

Cyklister som befinner sig på vanlig väg är också skyldiga att följa de normala trafiksignalerna. Ibland förekommer dock att cykelvägar korsar en normal väg. I dessa situationer finns speciella trafiksignaler just för cyklar och vissa mopeder. De så kallade cykelsignalerna är lite mindre än de normala trafiksignalerna och kännetecknas dessutom av en blå symbol upptill med en cykel. För cykelsignaler gäller samma regler som för övriga trafiksignaler.
|  | Rött betyder alltid stopp.                        |
|  | Röd-gult betyder att det är på väg att bli grönt. |
|  | Grönt betyder cykla.                              |
|  | Gult betyder motsvarande som för biltrafik.       |

## Gångsignaler

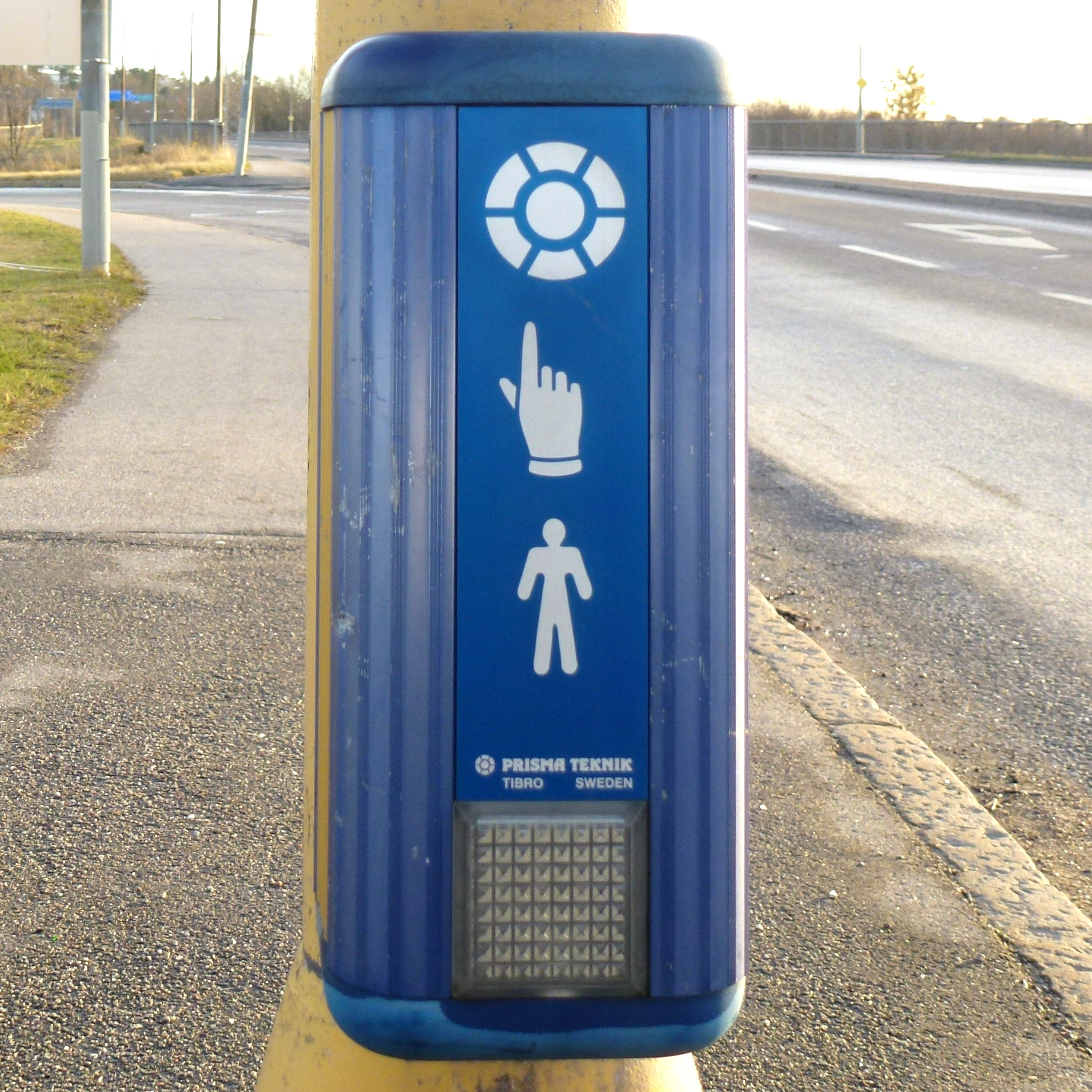
Signalknapp för gående.

Fotgängare som ska gå över en gata eller väg med trafiksignaler måste utgå från speciella signaler för gående. Dessa är enklare än övriga trafiksignaler.
För att aktivera sin passage trycker man på signalknapp, då börjar lampan nedan lysa. Om lampan redan lyser behöver man inte trycka.
Det förekommer i större korsningar vid rusningstrafik att den slår om automatiskt, utan att någon gående ska passera.
|  | Rött betyder stopp.                                                                               | \| \| \| \| |
|  | Grönt betyder gå. Den gröna signalen kan ibland blinka några gånger före växling till röd signal. | \| \| \| \| |
|  |                                                                                                   |             |
|  |                                                                                                   |             |

Dessa två signaler används i de flesta länder. Gula signaler, och dubbla röda förekommer till exempel i Tyskland.
Designen på figurerna varierar en aning mellan länder. En lite större avvikelse i design har man i östra Tyskland, härstammande från DDR, se nedan. I till exempel Turkiet förekommer animerade gröna figurer.

### Trafikljus för fotgängare i Östtyskland
I Tyskland kallas de röda och gröna gubbarna för Ampelmännchen (ung. "små trafikljusmän"). År 1961 skapade Karl Peglau de röda och gröna gubbar som användes i dåvarande Östtyskland. Symbolen var tänkt att vara ett säkrare trafikljus för gångtrafikanterna. Även många synskadade skulle tydligt kunna se om det var grön eller röd "gubbe". Symbolen försågs även med en hatt för att bli mer populär. I östra Tyskland förekommer fortfarande dessa, trots att man vid Tysklands återförening 1990 från början hade tänkt att standardisera signalernas utseende enligt det mönster som gäller i västra Tyskland.

## Körfältssignaler
Körfältssignaler förekommer enbart på större vägar och främst på motorvägar med tät trafik i form av motorvägskontrollsystem. Signalerna upplyser om vilka körfält som är upplåtna för trafik och vilka som kan vara avstängda. De upplyser också om eventuella byten av körfält. I normala situationer är oftast dessa signaler släckta. När dessa är påslagna betyder det oftast en förändring i trafiken på vägen.
|  | Rött kryss betyder att körfältet är avstängt. Körning i detta fält är inte tillåten. |
|  | Gul pil åt höger betyder att man måste välja det högra körfältet. |
|  | Gul pil åt vänster betyder att man måste välja det vänstra körfältet. |
|  | Gula pilar åt vänster och höger betyder att man måste välja antingen det vänstra eller högra körfältet. |
|  | Grön pil som pekar nedåt betyder att körfältet är öppet för trafiken (ofta finns det en rekommenderad hastighetsangivelse istället för en pil). |
|  | Rekommenderad högsta hastighet är en rekommenderad hastighet och får överskridas även om det är olämpligt. Om det finns en röd ring runt överskrider den de fasta skyltarna. och det är då inte tillåtet att köra fortare än den angivna hastigheten. |

## Signaler vid plankorsning med järnväg
Vid en plankorsning med järnväg sitter det speciella signaler som blinkar med rött sken vid stopp. Dessa signaler gäller samtliga trafikanter, inklusive cyklister och fotgängare. Se även optiska signaler vid järnvägar.
|  | Blinkande rött ljus betyder alltid stopp. Man får inte passera korsningen, även om bommarna inte är fällda. Om farten är så hög att man riskerar att bli stående på korsningen skall man dock fortsätta. (Om man blir inlåst mellan bommarna skall man omedelbart köra rakt fram genom bommen.) |
|  | Blinkande vitt ljus betyder indirekt att korsningen får passeras. Det är inte detsamma som grönt, utan betyder att man måste hålla uppmärksamhet på spåret. Anledningen är att järnvägsfordon i vissa fall kan komma trots blinkande vitt sken. Juridiskt har det vita skenet ingen betydelse då det inte är reglerat. Blinkande vitt blandas ofta ihop med fast grönt. Den vita signalen blinkar långsammare än det röda växelljuset för stopp. |
|  | Vissa järnvägsövergångar har en äldre signaltyp. Denna signaltyp har ett rött blinkande ljus med enbart en enda lampa. Rött blinkande ljus betyder alltid stopp, den slocknar när man får köra. Denna typ saknar vitt ljus och när den slocknar gäller samma regler som när den normala typen blinkar vitt. |

## Specialsignal
Vid vissa platser kan det finnas andra skäl än väg- eller järnvägskorsningar till att trafiken måste stanna. Exempel på sådana platser är öppningsbara broar, utfarter för utryckningsfordon och flygfält. För funktioner av detta slag finns en speciell typ av signal som växelvis blinkar rött.
|  | Blinkande rött ljus betyder alltid stopp. |

## Kollektivtrafiksignaler

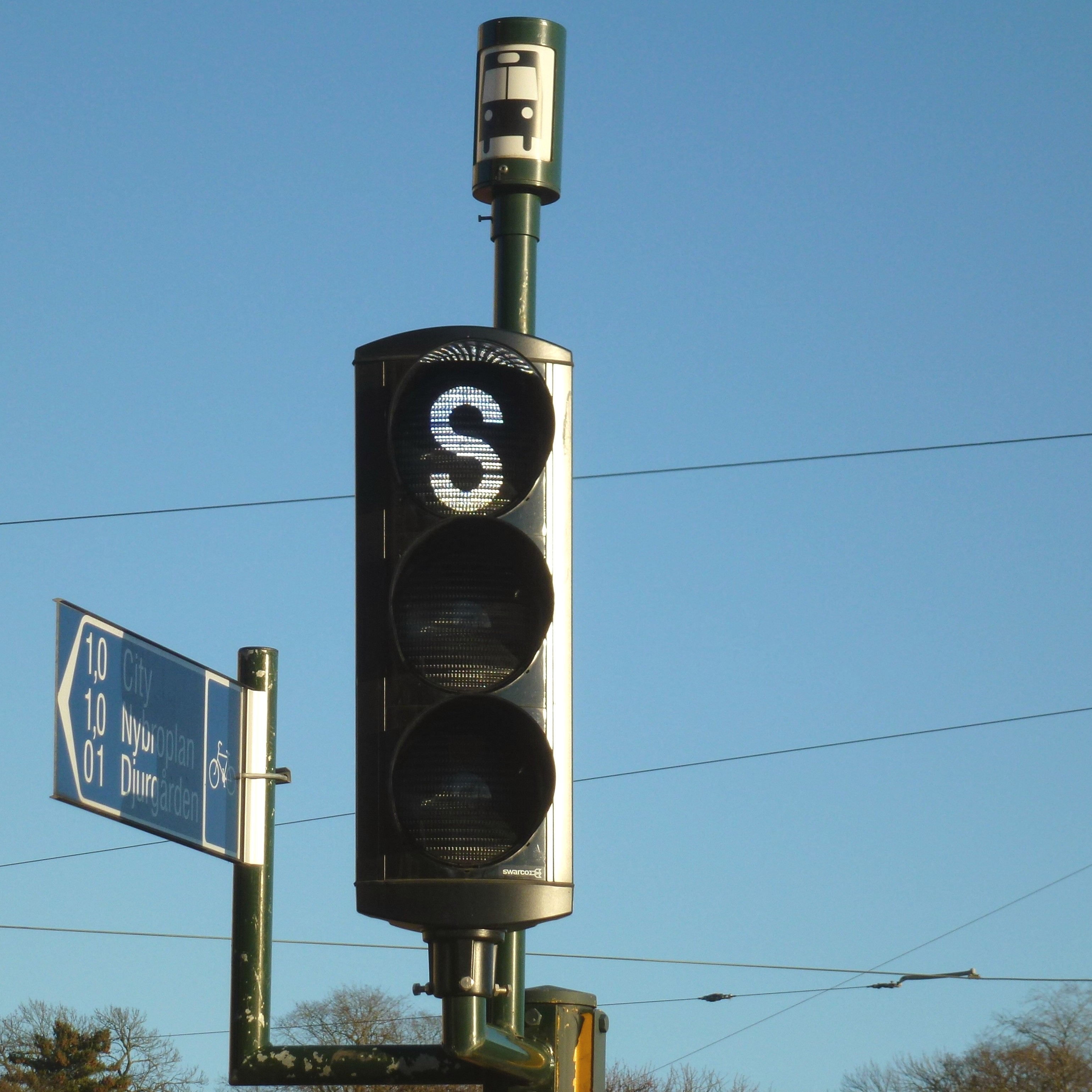
Trafiksignal för spårvagn och buss. Signalbild S "stopp". Högst upp syns symbolen för "Pribuss".

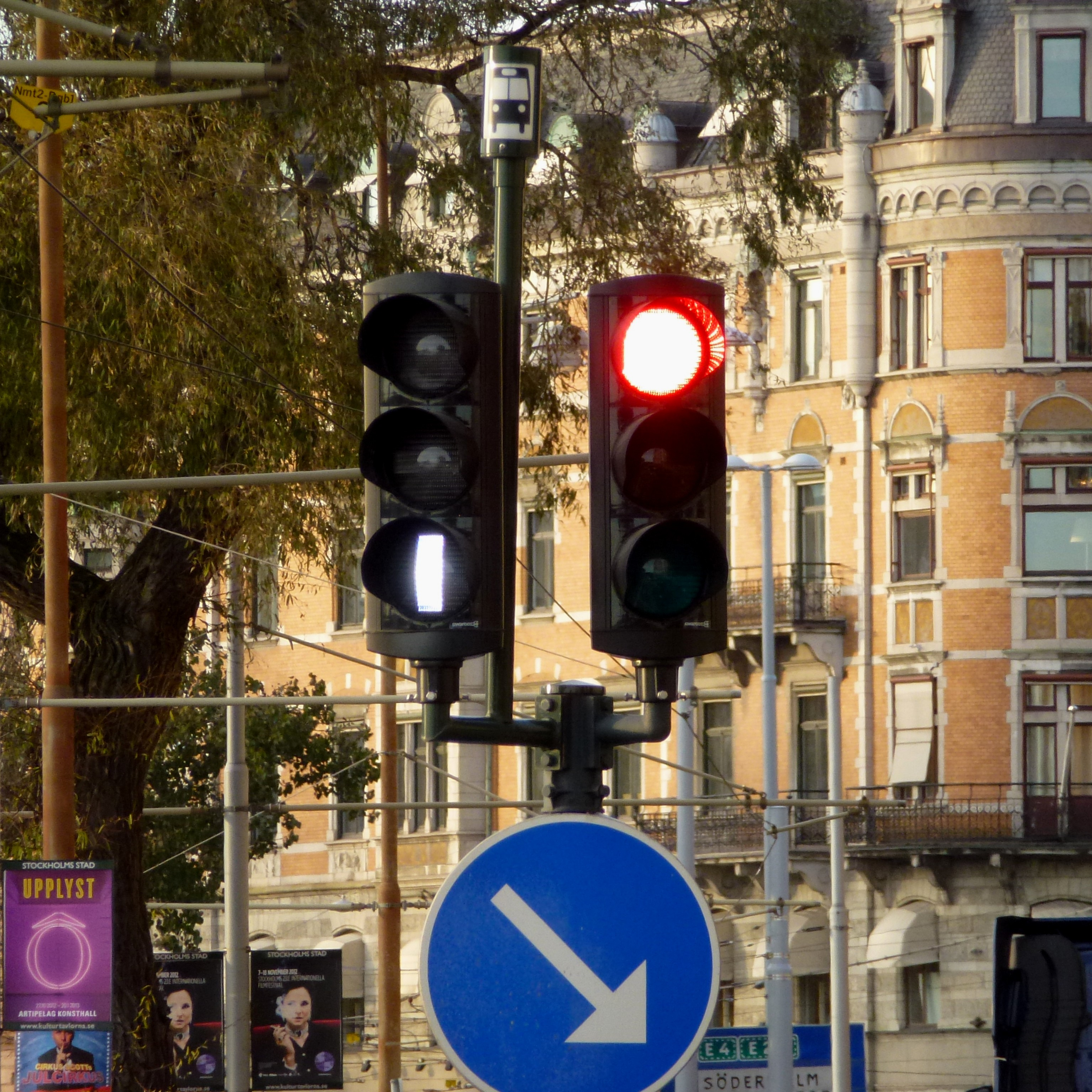
Trafiksignal för spårvagn, buss samt övrig fordonstrafik vid Nybroplan, Stockholm. Signalbild lodrätt streck - fortsätt framåt.

I vissa städer finns särskilda kollektivtrafiksignaler. Dessa signaler är avsedda för fordon i linjetrafik (bussar) samt spårvagnar och gäller för alla som trafikerar körfältet.
|  | S betyder stopp. |
|  | S och vågrätt streck betyder att växling till "kör" är förestående. |
|  | Lodrätt streck eller pil betyder kör. |
|  | Vågrätt streck med fast sken betyder motsvarande som fast gult sken. Blinkande vågrätt streck kan förekomma och innebär, att bussens (spårvagnens) färdväg genom korsningen inte är fullständigt reglerad av trafiksignaler från alla andra tänkbara riktningar. Med andra ord skall föraren vara uppmärksam på att korsande trafik kan förekomma. Den sistnämnda signalbilden förekommer inte i korsningar där övriga trafiksignaler visar blinkande gult sken - kollektivtrafiksignalerna är då i stället släckta. |

## Styrning av trafiksignaler
Från att i början ha varit handmanövrerade, kom trafiksignalerna med tiden att styras automatiskt. Den enklaste baseras på ett fast tidsschema oberoende av trafiken. Nästa steg är direkt styrning av trafiken, bilar eller gående. Fotgängare, och ibland cyklister, måste ge sig tillkänna genom att trycka på en knapp eller styrplatta. Bilar och cyklar registreras genom givare i asfalten, som fungerar enligt principen elektromagnetisk induktion, dvs. de känner av om ett metallföremål passerar över dem.
Fordonsstyrningen kan vara mer eller mindre avancerad, den enklaste är en styrning av den enskilda trafiksignalen medan mer komplicerade system tar in fordonsimpulser för ett helt gatunät till en central dator. I det senare fallet styrs signalerna av olika datorprogram som kan optimera trafiken i nätet så att till exempel tidsförbrukning för fordon i nätet eller avgasutsläpp och buller minimeras. Längs genomfartsleder är trafikljusen ibland koordinerade i en grön våg - ett fordon som körs med vägens högsta tillåtna hastighet kan då åka längs hela vägen utan stopp.

## Tillverkare av trafikljus
- AGA, Uppköpt av LM Ericsson 1967

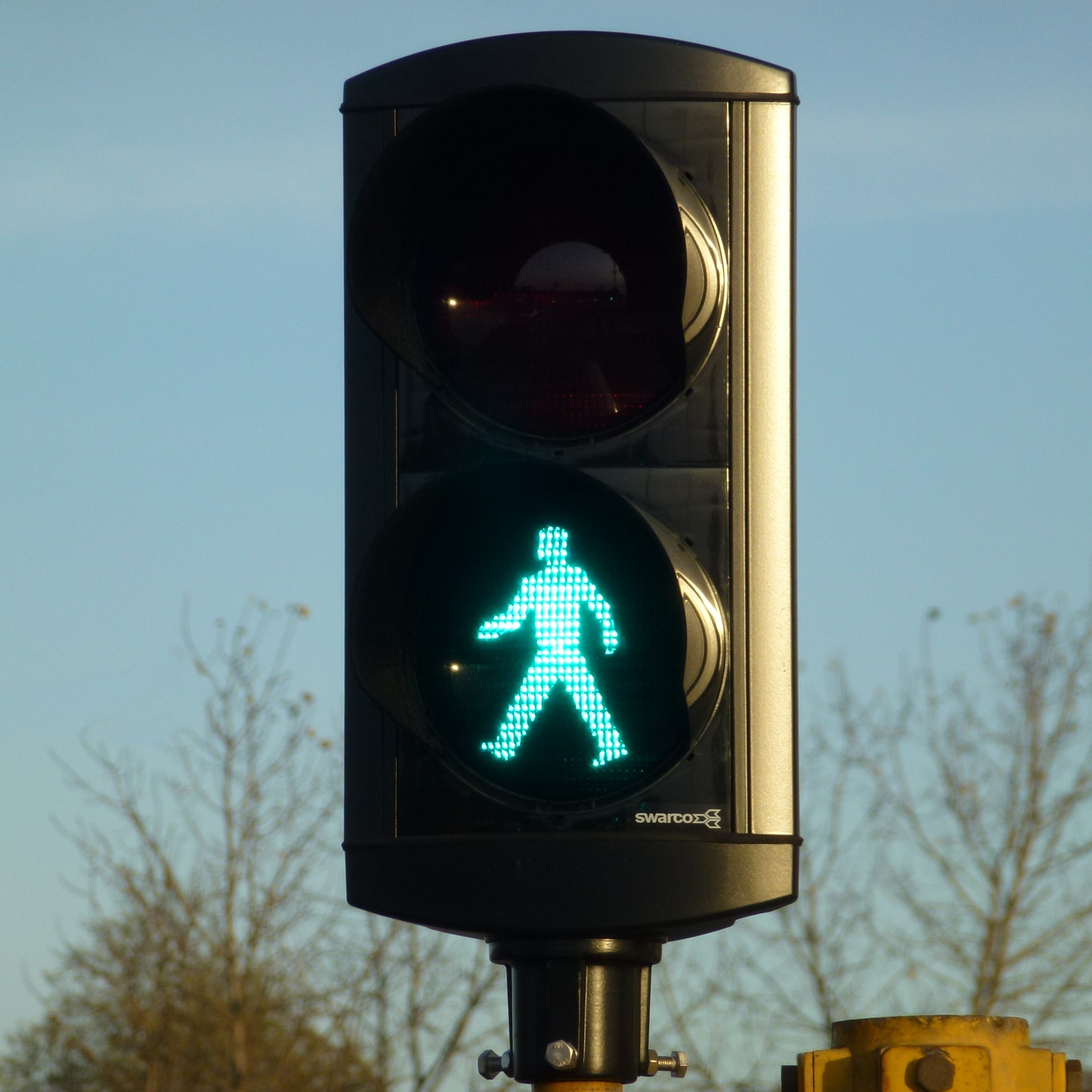
En trafiksignal av Swarco.

- Ericsson Signal Systems Förvärv av Fiskars, Finland (Repr Telub) 1987 Ericsson köpte tillbaka den året efter.
- Ericsson Signal Systems förvärvades av EB Traffic 1989
- EB Traffic Signals Förvärv av Peek Traffic Nordic 1992
- ETA Trafiksystem AB i ÅSA Förvärv av ITAB Industri AB i Jönköpning 2001 vilket namnändrats till ITAB Trafiksystem
- ITAB Trafiksystem, avyttrades i början av april 2003
- Meag-ETS Förvärv av Peek Traffic 2001
- TTS, Technical Traffic Solution, Danmark
- Yunex Traffic, Tyskland (tidigare Siemens)
- Swarco, Österrike
- McCain, USA
- Econolite, USA
- Dynniq, Holland (tidigare Peek Traffic, Imtech Traffic & Infra, Holland/England)

### Sånger om trafikljus
- Gåfyren
- Gubbe Röd – Robert Broberg